# Orange Ace
Die Orange Ace (japanisch おれんじエース) war ein 1989 in Dienst gestelltes Fährschiff der japanischen Reederei Shikoku Kaihatsu Ferry. Sie wurde bis 2005 auf der Strecke von Osaka über Kōbe nach Tōyo und Niihama eingesetzt. Anschließend fuhr das Schiff als Huadong Pearl II und Shidao unter der Flagge Südkoreas. 2019 ging es zum Abbruch nach Gadani.

## Geschichte
Die Orange Ace wurde 1988 unter der Baunummer 478 in der Werft von Imabari Zōsen in Imabari auf Kiel gelegt und lief 1989 vom Stapel. Nach der Ablieferung an Shikoku Kaihatsu Ferry in Tōyo im Juli 1989 nahm das Schiff am 20. Juli 1989 den Fährdienst von Osaka über Kōbe nach Tōyo und Niihama auf.
Nach knapp 16 Jahren im Einsatz wurde die Orange Ace im Mai 2005 als Ferry Nadeshiko 3 an die in Panama ansässige und in Südkorea tätige Reederei Asia International Ferry verkauft. Im September 2005 nahm sie unter dem Namen Huadong Pearl II den Fährdienst von Incheon nach Shidao auf. Seit 2008 fuhr das Schiff nach einem Umbau als Shidao für Chang Myung Shipping in Jejudo zwischen Shidao und Gunsan.
Im Juli 2019 wurde die Shidao nach genau 30 Dienstjahren ausgemustert und zum Abbruch nach Pakistan verkauft. Im August 2019 traf das Schiff unter dem Überführungsnamen Shida und der Flagge Gabuns bei den Abwrackwerften von Gadani ein.